# John Boyega
John Adegboyega, dit John Boyega, est un acteur et producteur britannique, né le 17 mars 1992 dans le borough londonien de Southwark.
Révélé par le film Attack the Block en 2011, il devient surtout célèbre auprès du grand public en incarnant Finn dans la troisième trilogie de la saga cinématographique Star Wars (2015-2019).

## Biographie
John Adedayo B. Adegboyega est le fils d'immigrés nigérians. Voyant le jour à Londres, il grandit à Peckham, dans la banlieue londonienne. Son père est un prédicateur pentecôtiste « sans les cris »,, déclare-t-il, et sa mère est travailleuse sociale pour des handicapés,,. Il décrit ses parents comme « accro de films » et dit que son père en particulier était « un énorme fan de Bruce Willis ». Ce dernier voulait d'ailleurs que son fils devienne prédicateur, tout comme lui.
Il est repéré par Teresa Early qui décèle en lui un véritable potentiel au cours de la représentation d'une pièce mise en scène dans son école primaire. Elle propose à ses parents de lui faire suivre les cours d'une école de théâtre pour jeunes talents.
C'est au théâtre qu'il commence officiellement sa carrière, en obtenant un rôle dans Othello en 2010.
En 2011, il rejoint le casting du film Londres, police judiciaire, et celui de l'autre long-métrage Attack the Block. Le réalisateur Joe Cornish dit de lui qu'il est « brillant, ambitieux, intelligent et sérieux ». La même année, il joue le rôle d'un jeune dealer dans le film Junkhearts.
Ses différents rôles lui permettent de figurer en une du magazine Screen International de juillet 2011 consacré aux « stars britanniques de demain ».
En 2013, il est à l'affiche du film Half of a Yellow Sun avec Chiwetel Ejiofor. Ce film, adapté du roman éponyme de l'auteure nigériane Chimamanda Ngozi Adichie, a pour cadre la guerre du Biafra qui déchira le Nigéria du 6 juillet 1967 au 15 janvier 1970. Le film devient le second succès de tous les temps au Nigéria.
En 2014, il incarne le lieutenant Chris Tanner dans la série 24: Live Another Day.
Le tournant de sa carrière arrive en avril 2014. En effet, J. J. Abrams, chargé de la réalisation du septième épisode de Star Wars, nommé Le Réveil de la Force, lui confie l'un des rôles principaux de cette nouvelle aventure. Il reçoit le rôle de Finn, un stormtrooper qui se rebelle. Il doit faire face à des remarques racistes de la part de fans de la saga qui voient d'un mauvais œil le fait qu'un acteur noir joue un soldat,,. Boyega leur répond en expliquant qu'il faudra « se faire une raison ». Il avoue avoir pleuré en lisant le scénario du film et donne son point de vue sur son personnage : « Finn est cool. Son histoire est épique. C'est une histoire inédite mais qui fait écho à celles de Luke Skywalker et Han Solo. Il est excentrique, charismatique et drôle. Pour moi, c'est le meilleur personnage du script ». En juillet 2014, il avance dans une interview qu'il serait intéressé par le rôle de La Panthère noire, héros de Marvel,.
En janvier 2016, l'acteur fonde sa propre société de production, Upperroom Entertainment Limited. En juin 2016, John Boyega annonce que sa société produira Pacific Rim Uprising la suite de Pacific Rim (2013), aux côtés de Legendary Pictures. John Boyega y tiendra par ailleurs le rôle principal. Le film est sorti en avril 2018, pour un accueil très mitigé de la part de la critique.
En septembre 2020, quelque temps après la sortie de l'épisode IX de Star Wars, John Boyega reproche à Disney d'avoir laissé dans l'ombre les personnages de cette trilogie issus des minorités tels que Finn, après avoir fortement axé sa publicité sur l'importance que ces personnages étaient censés avoir dans la troisième trilogie.

## Filmographie

### Cinéma
- 2011 : Attack the Block de Joe Cornish : Moses
- 2011 : Junkhearts de Tinge Krishnan : Jamal
- 2013 : Half of a Yellow Sun de Biyi Bandele : Ugwu
- 2014 : Imperial Dreams de Malik Witthal : Bambi
- 2015 : Star Wars, épisode VII : Le Réveil de la Force (Star Wars : The Force Awakens) de J. J. Abrams : Finn
- 2017 : The Circle de James Ponsoldt : Kalden
- 2017 : Detroit de Kathryn Bigelow : Melvin Dismukes
- 2017 : Star Wars, épisode VIII : Les Derniers Jedi (Star Wars Episode VIII: The Last Jedi) de Rian Johnson : Finn
- 2018 : Pacific Rim Uprising de Steven S. DeKnight : Jake Pentecost (également producteur)
- 2019 : Star Wars, épisode IX : L'Ascension de Skywalker (Star Wars: Episode IX – The Rise of Skywalker) de J. J. Abrams : Finn
- 2022 : Breaking d'Abi Damaris Corbin : Brian Brown-Easley
- 2022 : The Woman King de Gina Prince-Bythewood : le roi Ghézo
- 2023 : Ils ont cloné Tyrone (They Cloned Tyrone) de Juel Taylor : Fontaine

### Télévision

#### Séries télévisées
- 2011 : Becoming Humans - 4 épisodes : Danny Curtis
- 2011 : Londres, police judiciaire (Law & Order: UK) - 1 épisode : Jamal Clarkson
- 2011 : Da Brick - épisode pilote : Donnie
- 2014 : 24: Live Another Day[22] : lieutenant Chris Tanner

#### Téléfilms
- 2012 : My Murder de Bruce Goodison : Shakilus Townsend
- 2013 : The Whale d'Alrick Riley : William Bond

### Doublage
- 2016 : Lego Star Wars : Le Réveil de la Force (jeu vidéo) : Finn
- 2015 : Major Lazer (série télévisée d'animation), 1 épisode : Blkmrkt
- 2016 : Lego Star Wars : L'aube de la Résistance (série télévisée d'animation) : Finn
- 2017 : Star Wars : Forces du destin (mini-série d'animation) : Finn

## Distinctions

### Récompenses
- Black Reel Awards 2012 : meilleur acteur pour Attack the Block
- British Academy Film Awards 2016 : EE Rising Star Award
- Golden Globes 2021 : meilleur acteur dans un second rôle dans une série, une mini-série ou un téléfilm pour Small Axe
- Critics' Choice Television Awards 2021 : meilleur acteur dans une mini-série ou un téléfilm pour Small Axe

## Voix francophones
En version française, Diouc Koma est la voix régulière de John Boyega. Il le double dans la franchise Star Wars, Imperial Dreams, The Circle, Detroit, Pacific Rim: Uprising et Small Axe. 
Il est également doublé à titre exceptionnel par Moussa Sylla dans Attack the Block et Jean-Baptiste Anoumon dans 24 heures Chrono.